# Bit Boy!!
Bit Boy!! es un videojuego de acción desarrollado por el estudio austriaco Bplus para el servicio WiiWare de Nintendo. Fue lanzado en Europa el 3 de julio de 2009, Norteamérica el 13 de julio de 2009 y en Japón el 30 de marzo de 2010 como Bit Man!! por Marvelous Entertainment.

## Jugabilidad
Los jugadores controlan un cubo llamado Kubi, al que deben navegar a través de una serie de laberintos cada vez más complejos para rescatar a sus amigos. Los jugadores también deben evitar los monstruos que deambulan por los laberintos, aunque más adelante en el juego se les da una capacidad limitada para atacarlos.
Los niveles del juego se distribuyen en el escenario de varias "Generaciones de bits", que generalmente son representativas de las generaciones de consolas de videojuegos. Cada Bit Generation ve cambios en los gráficos, el sonido y el diseño de niveles que pretenden invocar la estética de los juegos de esa generación en particular, sin embargo, en general, la jugabilidad sigue siendo la misma en todas partes.
Estas Bit Generations, presentadas en el juego como entregas ficticias de una serie de juegos de Bit Boy, incluyen:
- Bit Boy, representante de los juegos de la segunda generación
- Bit Boy 2, representante de los juegos de la tercera generación
- Super Bit Boy, representante de los juegos de la cuarta generación
- Bit Boy 3D, representante de los primeros juegos de la quinta generación
- Bit Boy 64, representante de los juegos de finales de la quinta generación
- Bit Boy Wii, representante de los juegos de la sexta y séptima generación

El juego se juega con el Wii Remote sostenido de lado o en posición vertical para simular un joystick arcade. Después de completar una generación de bits, el "Modo Warp" basado en ataques de puntuación se desbloquea para esa era en particular. Superar el último nivel del juego en el modo clásico o en el modo Warp le permite al jugador jugar a través de todos los niveles nuevamente en el modo Turbo Classic y el modo Turbo Warp respectivamente.

## Desarrollo
Con Bit Boy!!, Bplus quería que el juego "provocara verdaderos sentimientos retro en todos los jugadores, independientemente de su edad", lo que llevó a que se desarrollara en varias generaciones de videojuegos. Las primeras tres Generaciones de Bit presentan gráficos 2D cada vez más detallados (incluido el uso de la paleta de colores auténtica de NES en Bit Boy 2), las últimas generaciones evolucionan desde el uso de formas poligonales simples y texturas borrosas hasta modelos complejos y texturas fotorrealistas nítidas para ilustrar la evolución. de las imágenes tridimensionales.

## Recepción
La Official Nintendo Magazine le dio al juego un 31%, y pensaron que era una idea interesante pero se ejecutó mal.

## Secuelas
El 15 de febrero de 2012, una secuela de Bit Boy!! fue anunciado. Se titula Bit Boy!! Arcade y fue lanzado el 17 de abril de 2014 para Nintendo 3DS, a través de eShop.